# Wspólnota administracyjna Wörth an der Isar
Wspólnota administracyjna Wörth an der Isar – wspólnota administracyjna (niem. Verwaltungsgemeinschaft) w Niemczech, w kraju związkowym Bawaria, w rejencji Dolna Bawaria, w regionie Landshut, w powiecie  Landshut. Siedziba wspólnoty znajduje się w miejscowości Wörth an der Isar.
Wspólnota administracyjna zrzesza trzy gminy wiejskie (Gemeinde):
- Postau, 1643 mieszkańców, 34,85 km²
- Weng, 1 400& mieszkańców, 15,63 km²
- Wörth an der Isar, 2 452 mieszkańców, 4,84 km²